# Université du Bedforshire
L'Université du Bedfordshire est une université publique anglaise située à Bedford et à Luton. Fondée en 1882 comme un centre de formation des enseignants, elle accède au statut d'université en 1993 sous le nom d'University of Luton.
Elle prend son nom actuel en 2006.

## Composantes
L'université est composée de 4 facultés:
- Faculté des arts, technologies et sciences
- Faculté d'éducation et du sport
- Faculté de la santé et des sciences sociales
- École de commerce